# OnlineMathContest
OnlineMathContest（オンラインマスコンテスト、略称OMC）は、毎週2回程度オンラインで開催される「競技数学」のコンテストである。
年齢や性別にかかわらず誰でも無料で参加できる。コンテストの参加者はsolverと呼ばれ、4000人を超えるsolver全員が共通のratingを保持する。このratingは各コンテストの成績（performanceと呼ばれる）に応じて変動し、これによって自身の数学力が可視化される。一般社団法人OnlineMathContest（本社：東京都渋谷区、代表：高木智也）によって運営されている。

## 問題

### 出題範囲
以下の記述は高等学校学習指導要領（2018年告示・2022年4月施行）に則るものとする。

数学Ⅰ
「数と式」「図形と計量」「二次関数」を範囲とし、「データの分析」は基本的に範囲外とする。
数学Ａ
すべてを範囲とする。
数学II
すべてを範囲とする。
数学B
「数列」のみを範囲とし、「統計的な推測」「数学と社会生活」は基本的に範囲外とする。
数学III
「極限」のみを範囲とし、「微分法」「積分法」は基本的に範囲外とする。
数学C
「ベクトル」「複素数平面」を範囲とし、「平面上の曲線」「数学的な表現の工夫」は基本的に範囲外とする。

ただし、初等幾何・整数論・不等式・関数の扱い・離散数学などについては、より幅広い内容を範囲とすることがある。

### 配点
問題はその難易度に応じて100点から1000点までの100点刻みの配点が振られており、定期試験レベルの基本的な問題から数学オリンピックレベルの難問まで、幅広い分野・難易度の問題が出題される。

### 作問
作問はレーティングが一定以上のsolverによって担われており、運営による審査を通過したものが出題される。
2022年11月までの基準値はレート1200であったが、2022年12月現在、レートは1400に引き上げられた。

### 過去問
2022年8月時点で700問以上の問題が出題されている。

## コンテスト

### コンテストの種類
コンテストは難易度によって3種類に分かれている：

OMC for beginners
通称「4b」。より難易度の高い問題に挑むための基礎となるような基本的で易しい問題が中心に出題される。
参加時のratingが1199以下のsolverがrating変動の対象（その範囲はRated Rangeと呼ばれる）、基本的に6,8問、制限時間は60,80分である。2024年度より名称が、OMCBに変更された。
OMC (Regular)
通称「無印」「R」。より発展的な問題が中心に出題される。
参加時のratingが1999以下のsolverがrating変動の対象、基本的に6問、制限時間は100分である（80分の場合もある）。
OMC for experts
通称「4e」。国際数学オリンピックレベルの難問も数多く出題される。参加時のratingが800以上のsolverがrating変動の対象（rated上限はない）、基本的に6問、制限時間は150分（120分）である。2024年度より名称が、OMCEに変更された。

### rating
イロレーティングに基づいたレートシステムによってコンテスト参加者にレートが付与される。
参加者はコンテスト毎にperformanceと呼ばれる数値を獲得し、それに基づいてレートが算出される。2024年度より分野別(代数:A、幾何:G、整数:N、組合せ:C)のレートが算出されるようになった。

### 年間ランキング
OMC for experts(OMCE)に参加しているsolverの中で参加回数、最速正解などに基づいて算出される指標である。

### 色
ratingやperformanceにはその優劣によって色が当てられる。色の分け方は次のようになっている:
- 黒：コンテスト未参加を表す（レートでのみ使用される）
- 灰：1 ~ 399
- 茶：400 ~ 799
- 緑：800 ~ 1199
- 水：1200 ~ 1599 (1400以上からwriter(:コンテストの作問者)になることが出来る)
- 青：1600 ~ 1999 (ここ以上からtester(:問題のtestを行う)になることが出来る)
- 黄：2000 ~ 2399
- 橙：2400 ~ 2799
- 赤：2800 ~

なおこれはAtCoderと同様のものとなっている。

## ルール
出典：

### 解答形式
すべての問題は単答式である。すなわち、各問題について正解となる数値が一意に定まっており、それに一致するものを解答すればCA（correct answer / 正答）、そうでなければWA（wrong answer / 誤答）となる。提出は1問あたり最大10回まで可能である。

### 順位
順位はCAを得た問題の合計得点で決定され、同点である場合は最後の正答が早い方が上位となる。ただし、WA1回につき一定時間（通常5分）のペナルティが加算される（コンテスト中にCAできなかった問題に付随しているWAはペナルティ加算時に考慮されない）。

### 外部ツール
高度な計算機、描画ソフト、プログラミングなどのツールの使用は、コンテスト中は禁止されている。ただし、サイト内の電卓・用語集・素数表・翻訳ツールの使用や、参考書等のオフライン上の書籍の閲覧は許可されている。